# ساني كانت
ساني كانت (من مواليد 8 أكتوبر 1990) هي دراجة بلجيكية، تتنافس حاليًا في سيكلو كروس فريق إيكو كريلان، وفي ركوب الدراجات على الطرق لفريق فينيكس الاتحاد الدولي للدراجات للسيدات.
وفازت ساني ببطولة العالم لسيكلو كروس في فئة النخبة أعوام 2017 و2018 و2019، كما فازت ببطولة سيكلو كروس الأوروبية أعوام 2014 و2015 و2017.

## حياة مهنية

### المنافسة على مستوى الشباب
في شبابها لم تكن قادرة على المنافسة في كل من ألعاب القوى والدواثلون. في عام 2002، بدأت ركوب الدراجات، مع التركيز بشكل أساسي على ركوب الدراجات الهوائية وركوب الدراجات الجبلية. في عامها الأول كراكبة دراجة، فازت على الفور ببطولة المقاطعات في سن الثانية عشرة. وفي عامي 2003 و2004، كررت هذا العمل الفذ. وفي عام 2004 أيضًا، حققت ساني أول فوز كبير لها، حيث أصبحت بطلة بلجيكا في فئة 14 عامًا. انتقلت بعد ذلك إلى فئة الشباب، وواصلت مسيرتها على اللقب الإقليمي، بينما حصلت أيضًا على لقب MTB للشباب.

### السنوات المهنية الأولى
أول سنة احترافية لها هي موسم 2008-2009، حيث شاركت في فريق إيطاليا جورسيوتي سيلي لإيطاليا. جاءت أول منصة تتويج لها في مسابقة كبرى بالمركز الثالث خلال سيكلو كروس من جافير. وبعد شهر، سجلت فوزها الأول في السباق في فاي دي أوديرزو. اعتبارًا من 1 يناير 2009، وقعت ساني مع البيسين فينيكس، فريق نيلز ألبرت.
استعدادًا لموسم 2009-2010، ركبت العديد من سباقات دراجة جبلية، وفازت مرة أخرى بالبطولة البلجيكية. بدأ موسم سيكلو كروس اللاحق بشكل جيد بالنسبة لـ ساني. في وقت لاحق من ذلك الموسم، فازت ببطولة سيكلو كروس البلجيكية.
بالنسبة لموسم صيف 2010، قررت ساني أن تقتصر على سباقات الدراجات الجبلية وتركز فقط على الطريق. مرة أخرى، فازت بالبطولة الوطنية البلجيكية لسباق الدراجات الهوائية.
خلال صيف عام 2011، وقعت ساني عقدًا مع فريق يونغ تيلينيت فيديا، على الرغم من تمديد العقد الموقع مع ساني في البيسين فينيكس. في سبتمبر 2013، حصلت على غرامة قدرها 30 ألف يورو من الاتحاد الدولي للدراجات. لقد ركبت باستمرار في ذلك الموسم، وحققت أفضل نتائجها هي حصولها على المركز الثاني في شيلديكروس وعنب كروس. في يناير 2012 حصلت على اللقب البلجيكي الثالث بالإضافة إلى الميدالية البرونزية في بطولة العالم على أرضها في كوكسيجدي.

### موسم الاختراق
استعدادًا لموسم 2012-2013، قررت ساني المنافسة في ركوب الدراجات الجبلية إلى جانب سباقات الطرق. بدأت بعدد من الانتصارات، فازت بها في كالمثوت وفي زونهوفن. واصلت زخمها وفازت في لوفين وإيسن ولوينهوت. خلال سباق كأس العالم في روبيه، سقطت ساني بشدة على منحدر موحل مع المتسابقة الأمريكية كاثرين كومبتون. نقلت ساني إلى المستشفى حيث تبين أنها ليست مصابة بجروح خطيرة. في 13 يناير، فازت بالبطولة البلجيكية الرابعة على التوالي. بعد بطولة العالم، فازت ساني بالعديد من المسابقات مثل هوجستراتن وأوستمال وحققت الأفضل في التصنيف العام في كأس بنك ببوست.

### تأكيد الاختراق
بعد موسم 2012-2013، لم تتمكن من الجمع بين ركوب الدراجات على الطرق مع سيكلو كروس. احتلت المركز السابع في بطولة الطريق البلجيكية وحصلت على الميدالية الفضية للمرة الثانية في بطولة الدراجات الجبلية البلجيكية. ركبت وفازت بسباق سوبركروس بادن في سويسرا. بعد أسبوعين فازت بجائزة سباق الجائزة الكبرى نيربيلت ثم فازت أيضًا في لارني. في نوفمبر فازت بسباق فير كروس نيل وجي بي هاسيلت وسيكلو كروس أسبر جافير. في أوائل عام 2014 أصبحت البطلة الوطنية مرة أخرى للمرة الخامسة على التوالي.

### الموسم الوظيفي
يتناقض استعدادها لشتاء 2014-2015 مع السنوات الأخيرة. لقد بدأت بشكل متقطع، ولكن في نوفمبر عرضت مستواها الرائع وفازت بلقب هيبة زونهوفن الفائقة وهو أول لقب أوروبي لها. واصلت تسجيل فوزها الأول في كأس العالم. وبعد أسبوع فازت بجولة ميلتون كينز. وبهذا الفوز، أصبحت أول بلجيكية على الإطلاق تقود كأس العالم. كما قادت تصنيفات UCI. في يناير قامت بتمديد مسيرتها للفوز باللقب الوطني.
بدأ صيف 2015 باختيار ساني لفريق الطريق الوطني. قبل بداية موسم 2015-2016، قالت ساني إنها ستشارك في عدد أقل من السباقات بهدف أن تكون أكثر نشاطًا في بطولة العالم. بدأت موسمها بالمركز الثالث خلال الجولة الأولى لكأس العالم. تبع ذلك انتصاران في هيبة فائقة، حيث لأول مرة في تاريخها، سيتم تحديد التصنيف العام النهائي للسيدات. كان أول هدف كبير لها هذا الموسم هو الدفاع عن البطولة الأوروبية، وهو الهدف الذي نجحت فيه.
في جانوا في عام 2017 أصبحت بطلة العالم في سيكلو كروس وفي أكتوبر 2017 حصلت على لقبها الأوروبي الثالث. في 26 ديسمبر 2017، فازت ساني في هيوسدن زولدر بانتصارها رقم 100 في سيكلو كروس. في 3 فبراير 2018، فازت ساني ببطولة العالم الثانية. في 2 فبراير 2019، سجلت ثلاثية بفوزها ببطولة العالم لثلاث سنوات متتالية.

## النتائج الرئيسية

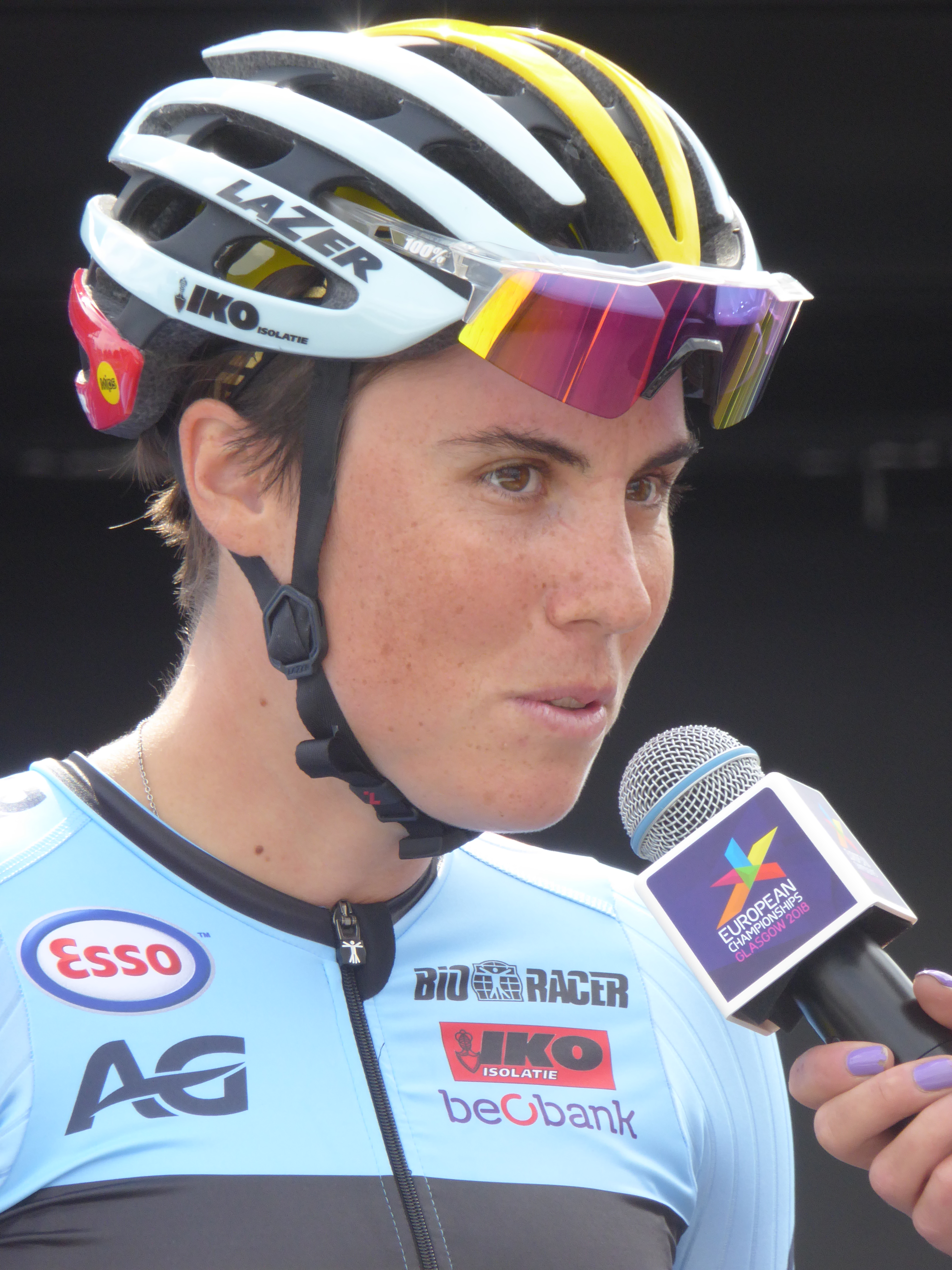
ساني على المشاركة في بطولة أوروبا لركوب الدراجات على الطرق 2018

### سيكلو كروس
2002-2003
أول مقاطعة أنتويرب بطلة مقاطعة أنتويرب تحت 13 سنة
2003-2004
أول مقاطعة أنتويرب بطلة مقاطعة أنتويرب للناشئين
2004-2005
أول مقاطعة أنتويرب بطلة مقاطعة أنتويرب للناشئين
2005-2006
بطلة مقاطعة أنتويرب الأول للشباب في مقاطعة أنتويرب
2006-2007
البطولة الوطنية الأولى للناشئين
بطلة مقاطعة أنتويرب الأول للشباب في مقاطعة أنتويرب
2007-2008
البطولة الوطنية الأولى للناشئين
بطلة مقاطعة أنتويرب الأول للشباب في مقاطعة أنتويرب
2008-2009
البطولة الوطنية الأولى للناشئين
1 فاي دي أوديرزو
2009-2010
البطولة الوطنية الأولى
2010-2011
البطولة الوطنية الأولى
2011-2012
1. البطولة الوطنية الأولى
2. زونهوفن الأولى
3. لوفين الأول
4. إيسن الأولى
5. 1st أزينكروس لونهاوت
6. كلمثوث الأول

2012-2013
1. البطولة الوطنية الأولى
2. أول بادن سيكلو كروس
3. نيل الأول
4. 1 هاسلت
5. جافيري الأول - أسبر
6. هوجستراتن الأولى
7. ميدلكيركي الأولى
8. أوستمالي الأول
9. نيربيلت الأول
10. كلمثوث الأول
11. إيسن الأولى
12. الديجيم الأول

2013-2014
1. البطولة الوطنية الأولى
2. نيربيلت الأول
3. جيتن الأولى
4. زونهوفن الأولى
5. جافيري الأول - أسبر
6. كوكسيجدة الأولى
7. 1 ميلتون كينز
8. 1 شيلديكروس أنتويرب
9. أوستمالي الأول
10. 2014-2015
11. البطولة الأوروبية الأولى
12. البطولة الوطنية الأولى
13. المركز الأول في كأس العالم UCI
14. كوكسيجدة الأولى
15. 1 ميلتون كينز
16. هيبة فائقة
17. جيتن الأولى
18. زونهوفن الأولى
19. روديرفورد الأول
20. جافير الأول
21. هوجستراتن الأولى
22. كأس بنك ببوست
23. 1 بوليكيس كروس
24. 1 هاسلت
25. 1 كرواتنكروس ليل
26. نيربيلت الأول
27. نيل الأول
28. 1st أوفرايج
29. 1 سينت نيكلاس
30. الأوتجيم الأول
31. أوستمالي الأول
32. بطولة العالم الثانية

2015-2016
1. البطولة الأوروبية الأولى
2. البطولة الوطنية الأولى
3. النيل الأول
4. 1 هاسلت
5. مالديجيم الأول
6. إيكلو الأول
7. أوستمالي الأول
8. 1st الشاملة الشاملة
9. جيتن الأولى
10. زونهوفن الأولى
11. روديرفورد الأول
12. جافير الأول
13. هوجستراتن الأولى
14. ميدلكيركي الأولى
15. المركز الأول في كأس العالم UCI
16. كوكسيجدة الأولى
17. 1 هيوسدن زولدر
18. 1st لينيير أون بيري
19. أول كأس لبنك ببوست بشكل عام
20. إيسن الأولى
21. 1 شيلديكروس أنتويرب
22. 1st أزينكروس لونهاوت
23. الجائزة الكبرى الأولى سفين نيس
24. بطولة العالم الثالثة

2016-2017
1. بطولة العالم الأولى
2. البطولة الوطنية الأولى
3. 1st الشاملة الشاملة
4. جيتن الأولى
5. زونهوفن الأولى
6. جافير الأول
7. ميدلكيركي الأولى
8. أول كأس DVV بشكل عام
9. 1 فلاندرين كروس هام
10. إيسن الأولى
11. 1 شيلديكروس أنتويرب
12. 1st أزينكروس لونهاوت
13. كأس العالم UCI
14. الزيفين الأول
15. بريكو كروس
16. جيراردسبيرجن الأول
17. هولست الأول
18. الأردوي الأول
19. 1 هاسلت
20. 1 مول
21. نيل الأول
22. أوستمالي الأول
23. 1 سينت نيكلاس

2017-2018
1. بطولة العالم الأولى
2. البطولة الأوروبية الأولى
3. البطولة الوطنية الأولى
4. المركز الأول في كأس العالم UCI
5. واترلو الأول
6. بوجنسي الأول
7. الزيفين الأول
8. 1 هيوسدن زولدر
9. هوجرهايد الأول
10. الهيبة الفائقة الأولى
11. الديجيم الأول
12. هوجستراتن الأولى
13. ميدلكيركي الأولى
14. جائزة DVV
15. 1 فلاندرين كروس هام
16. إيسن الأولى
17. 1 شيلديكروس أنتويرب
18. 1st أزينكروس لونهاوت
19. 1 كرواتنكروس ليل
20. إيكلو الأول
21. لبيكة الأولى
22. موليبيك الأول
23. الأوتجيم الأول

2018-2019
1. بطولة العالم الأولى
2. البطولة الوطنية الأولى
3. المركز الأول الشامل
4. زونهوفن الأولى
5. الديجيم الأول
6. هوجستراتن الأولى
7. أول كأس DVV بشكل عام
8. نيل الأول
9. 1 كرواتنكروس ليل
10. موليبيك الأول
11. لوكيرين الأول
12. 1 مول
13. 1 سينت نيكلاس

2019-2020
1. البطولة الوطنية الأولى
2. 1 سينت نيكلاس
3. 1 إريبريجس بول هيريجرز

2020-2021
1. البطولة الوطنية الأولى
2. أوستمالي الثاني
3. سينت نيكلاس الثالث
4. 2021-2022
5. البطولة الوطنية الأولى
6. إيثياس كروس
7. موليبيك الأول

2022-2023
1. البطولة الوطنية الأولى

2023-2024
1. إيثياس كروس
2. 1st أزينكروس لونهاوت

### سباقات الطرق وركوب الدراجات الجبلية
2005
المركز الأول في اختراق الضاحية، البطولة الوطنية للدراجات الجبلية
2006
البطولة الوطنية الأولى للدراجات الجبلية للناشئين
2007
البطولة الوطنية الأولى للدراجات الجبلية للناشئين
2008
البطولة الوطنية الأولى للدراجات الجبلية للناشئين
الدراجة الجبلية توبيز الأولى
الدراجة الجبلية لانجدورب الأولى
2018
سباق الطريق الثالث، بطولة الطريق الوطنية